# Ergasilus leiocassi
Ergasilus leiocassi is een eenoogkreeftjessoort uit de familie van de Ergasilidae. De wetenschappelijke naam van de soort is voor het eerst geldig gepubliceerd in 1987 door Xu.